# ハマヤマトシジミ
ハマヤマトシジミ（浜大和小灰蝶、Zizeeria karsandra）は、チョウ目（鱗翅目）シジミチョウ科ヒメシジミ亜科に分類される蝶の一種。

## 概要
翅裏は灰色で、黒から濃灰色の斑紋を散らす。翅表には青色の構造色が見られる個体もいる。
ヤマトシジミと似るが、それよりもいくらか小さく不活発。
成虫は周年発生する。越冬態は不明。卵は花穂や葉に、固めないで単独で産みつけられる。
幼虫の食草として、次のものが報告されている。
- ヒユ科 - ハゲイトウ・ホナガイヌビユ
- マメ亜科 - Zornia diphylla・コシナガワハギ・ムラサキウマゴヤシ・Trifolium alexandrinum
- ザクロソウ科 - Glinus lotoides
- ハマビシ科 - Tribulus cistoides・Tribulus terrestris

## 分布
主にインド・オーストラリア区に分布する。地中海南岸・インド・スリランカ・アンダマン・ニコバル諸島・ミャンマー・タイ王国・マレーシア・インドネシア・フィリピン・ニューギニア・オーストラリア北部・東部などの地域で確認されている。
日本国内では八重山列島、宮古列島、沖縄諸島に分布していた（1998年）が、環境の変化により現在の分布地は縮小している。

## 保全状況評価
ハマヤマトシジミ Zizeeria karsandra（Moore）
- 絶滅危惧II類 (VU)（環境省レッドリスト）

（環境省レッドリスト、2012年版）

## 画像

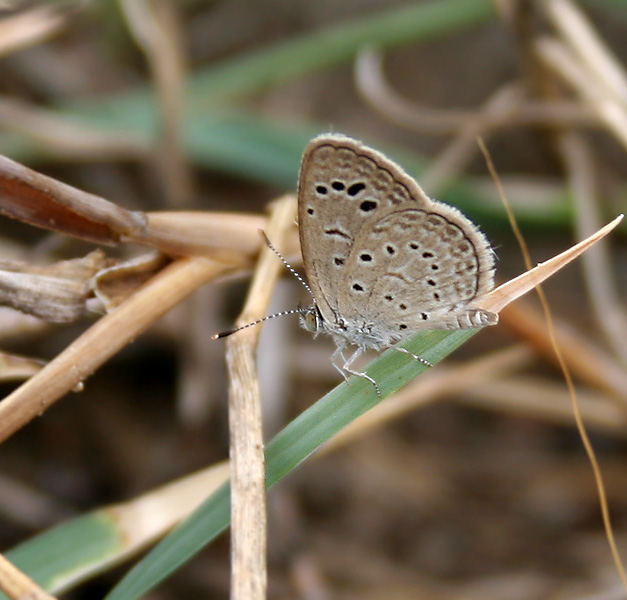
ハイデラバードで撮影
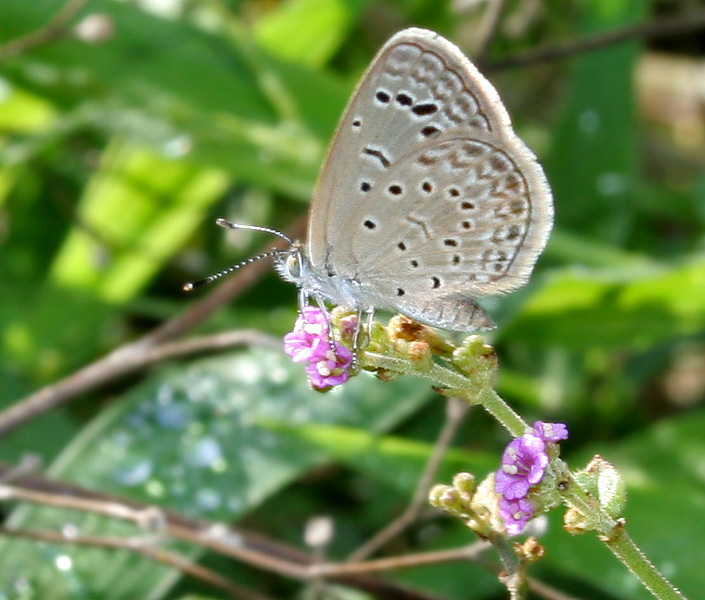
ナハカノコソウ（英語版）に止まる本種、ハイデラバードで撮影
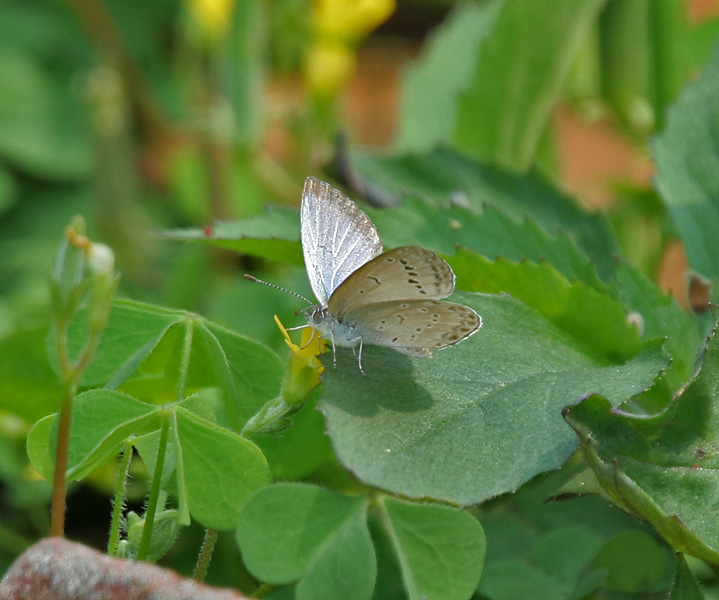
西ベンガル州・Buxa Tiger Reserveで撮影
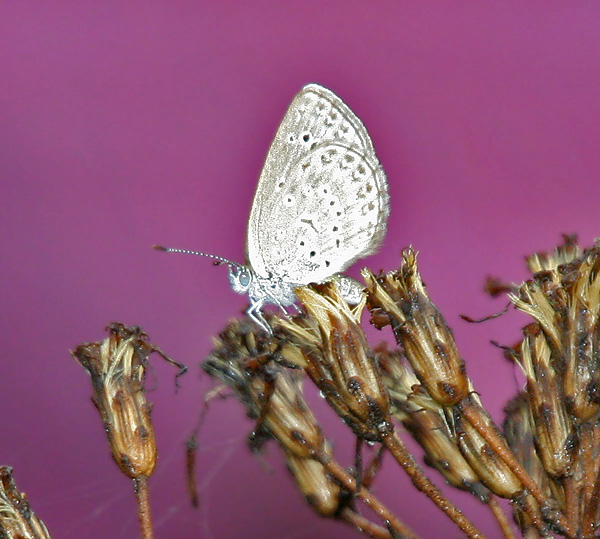
西ベンガル州・Buxa Tiger Reserveで撮影